# توجا (كاستيلون)
بلدية توجا (بالإسبانية: Toga)‏، هي إحدى بلديات مقاطعة كاستيلون التي تقع في منطقة بلنسية، في شرق إسبانيا.
يبلغ عدد سكانها 107 نسمة وفقاً لإحصائية سنة (2006).